# Ronde van Vlaanderen 2000/Startlijst
Onderstaand het volledige deelnemersveld van de 84e Ronde van Vlaanderen verreden op 2 april 2000. De tot Belg genaturaliseerde Moldaviër Andrei Tchmil (Lotto) kwam in Meerbeke als winnaar over de streep. De vijfentwintig deelnemende ploegen konden acht renners selecteren. De Belg Peter Van Petegem (Farm Frites) droeg nummer één als titelverdediger. Dit jaar namen negen nationale kampioenen deel aan de Ronde, onder wie de Nederlandse kampioen Bart Voskamp. Voskamp reed in 2000 voor de Italiaanse formatie Team Polti.

## Ploegen

### Farm Frites
1.  Peter Van Petegem K

2.  Geert Van Bondt

3.  Sergej Ivanov 

4.  Andreas Klier

5.  Servais Knaven

6.  Remco van der Ven

7.  Jans Koerts

8.  Glenn Magnusson

### Telekom
11.  Rolf Aldag

12.  Gian Matteo Fagnini

13.  Bert Grabsch

14.  Danilo Hondo

15.  Kai Hundertmarck

16.  Jan Schaffrath

17.  Steffen Wesemann

18.  Erik Zabel K

### Mapei–Quick-Step
21.  Michele Bartoli

22.  Tom Steels

23.  Johan Museeuw K

24.  Daniele Nardello

25.  Wilfried Peeters

26.  Andrea Tafi

27.  David Tani

28.  Stefano Zanini

### ONCE–Deutsche Bank
31.  Nicolas Jalabert K

32.  David Cañada

33.  José Iván Gutiérrez

34.  Marcos Serrano

35.  Rafael Díaz

36.  Isidro Nozal

### Fassa Bortolo
41.  Fabio Baldato K

42.  Gabriele Balducci

43.  Dmitri Konysjev

44.  Nicola Loda

45.  Volodymyr Hoestov

46.  Leonardo Giordani

47.  Raimondas Rumšas

48.  Matteo Tosatto

### Rabobank
51.  Aart Vierhouten

52.  Matthé Pronk

53.  Maarten den Bakker

54.  Rolf Sørensen K

55.  Léon van Bon

56.  Marc Wauters

57.  Markus Zberg

58.  Steven de Jongh

### AG2r–Prévoyance
61.  Jaan Kirsipuu  K

62.  Christophe Agnolutto

63.  Lauri Aus

65.  Andrej Kivilev

66.  Innar Mandoja

68.  Laurent Estadieu

### Kelme–Costa Blanca
71.  Francisco Cabello

72.  Francisco León

73.  José Ángel Vidal

74.  Álvaro Forner

75.  Ruben Galvañ

76.  Isaac Gálvez

### Cofidis
81.  Steve De Wolf

82.  Peter Farazijn

83.  Philippe Gaumont

84.  Nico Mattan K

85.  Chris Peers

86.  Jo Planckaert

87.  Arnaud Prétot

88.  Francis Moreau

### Vitalicio Seguros
91.  Elio Aggiano

92.  Francisco Tomás García

93.  Pedro Horrillo

94.  Juan Miguel Mercado

95.  Juan Carlos Vicario Barberá

96.  Jan Hruška

### Lampre–Daikin
101.  Franco Ballerini K

102.  Oscar Camenzind

103.  Robert Hunter

104.  Gabriele Missaglia

105.  Marco Serpellini

106.  Zbigniew Spruch

107.  Johan Verstrepen

108.  Marco Cannone

### Vini Caldirola–Sidermec
111.  Romāns Vainšteins  K 

112.  Marco Milesi

113.  Gianluca Bortolami

114.  Matthew White

115.  Zoran Klemenčič

116.  Mauro Radaelli

117.  Massimo Apollonio

118.  Pietro Zucconi

### Memory Card–Jack&Jones
121.  Tristan Hoffman K

122.  Jesper Skibby

123.  Arvis Piziks

124.  Nicolai Bo Larsen 

125.  Frank Corvers

126.  Michael Steen Nielsen

127.  Allan Johansen

128.  Jacob Moe Rasmussen

### La Française des Jeux
131.  Frédéric Guesdon K

132.  Frank Høj

133.  Nicolas Fritsch

134.  Emmanuel Magnien

135.  Christophe Mengin

136.  Lars Michaelsen

137.  Franck Perque

138.  Jean Michel Tessier

### Lotto–Adecco
141.  Andrei Tchmil K 

142.  Mario Aerts

143.  Thierry Marichal

144.  Peter Wuyts

145.  Koen Beeckman

146.  Fabien De Waele

147.  Paul Van Hyfte

148.  Jacky Durand

### Liquigas–Pata
151.  Fabio Marchesin

153.  Cristian Salvato

154.  Marco Zanotti

155.  Denis Zanette K

156.  Giancarlo Raimondi

157.  Cristian Moreni

158.  Oleksandr Fedenko 

### Festina
162.  Andy Flickinger

163.  David Clinger

164.  Sascha Henrix

165.  Jaime Hernández Bertrán

166.  Fabian Jeker

167.  Rolf Huser

### US Postal Service
171.  Frankie Andreu

172.  Julian Dean

173.  Vjatsjeslav Jekimov

174.  George Hincapie K

175.  Marty Jemison 

176.  Kirk O'Bee

177.  Cédric Vasseur

178.  Dylan Casey

### Saeco–Valli&Valli
181.  Christophe Brandt

183.  Salvatore Commesso 

184.  Alessandro Guerra

185.  Jörg Ludewig

186.  Torsten Nitsche

187.  Dario Pieri K 

188.  Massimiliano Mori

### Mercatone Uno
191.  Fabiano Fontanelli

192.  Gianmario Ortenzi

193.  Michele Coppolillo

194.  Maurizio Caravaggio

195.  Massimo Cigana

196.  Marco Artunghi

### Team Polti
201.  Rossano Brasi

202.  Enrico Cassani K

203.  Mirko Celestino

204.  Michele Colleoni

205.  Eddy Mazzoleni

206.  Fabio Sacchi

207.  Bart Voskamp 

208.  Rafael Mateos

### Crédit Agricole
211.  Magnus Bäckstedt

212.  Marcel Gono

213.  Thor Hushovd

214.  Anthony Langella

215.  Anthony Morin

216.  Jérôme Neuville

217.  Stuart O'Grady  K

218.  Franck Pencolé

### Palmans–Ideal
221.  Hendrik Van Dyck K

222.  Wim Feys

223.  Hans De Clercq

224.  Niko Eeckhout

225.  Gert Vanderaerden

226.  Karl Pauwels

227.  Scott Sunderland

228.  Jurgen Van De Walle

### Collstrop
231.  Dany Baeyens

232.  Tony Bracke

232.  Eric De Clercq

234.  Hans De Meester

235.  Roger Hammond

236.  Geert Omloop

237.  Oleh Pankov

238.  Bert Scheirlinckx

### Vlaanderen 2002–Eddy Merckx
241.  Wilfried Cretskens K

242.  Wesley Huvaere

243.  Jurgen Guns

244.  Erwin Thijs

245.  Jurgen Van Roosbroeck

246.  Kristof Trouvé

247.  Karel Vereecke

248.  Andy Vidts

## Afbeeldingen

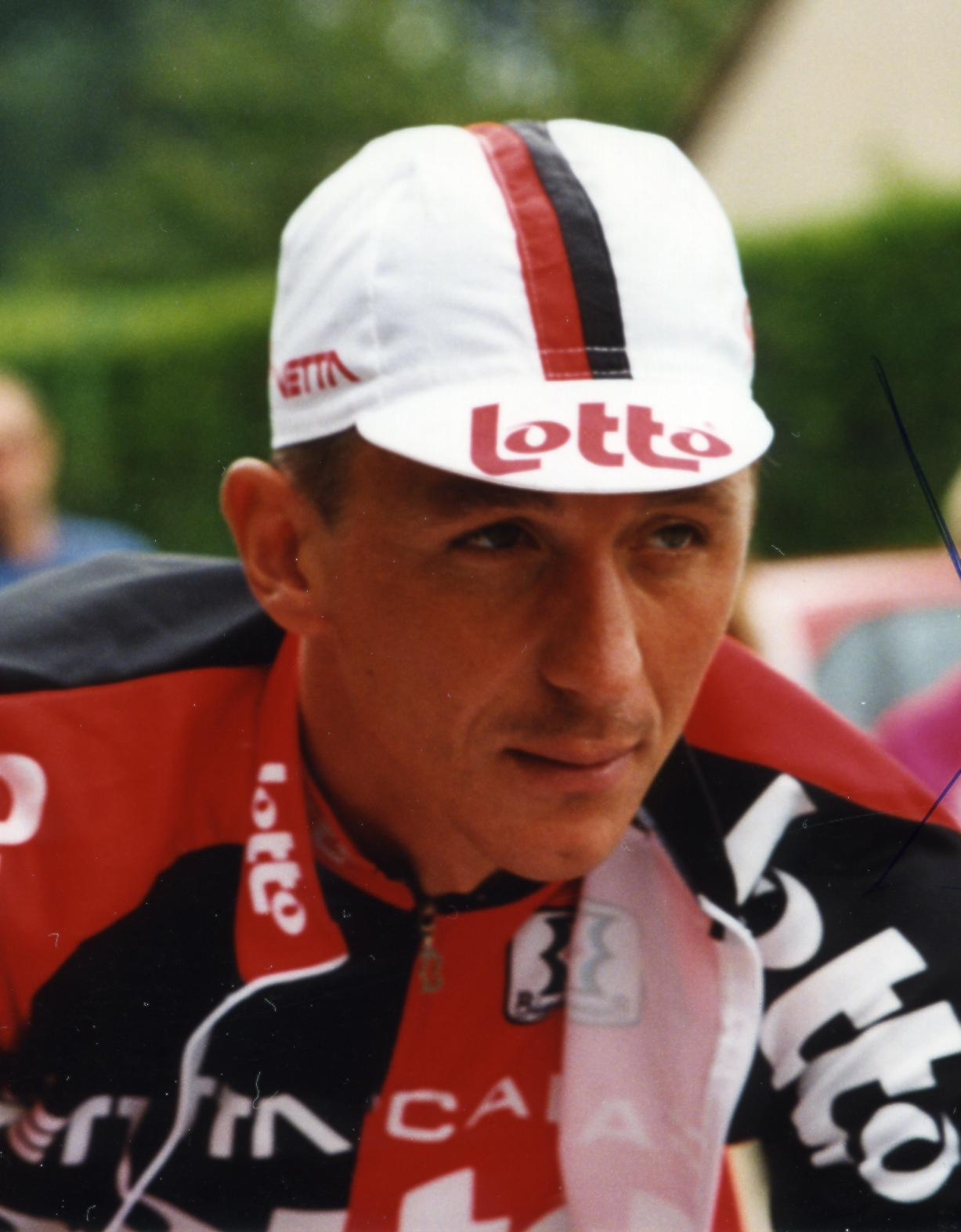
Andrei Tchmil
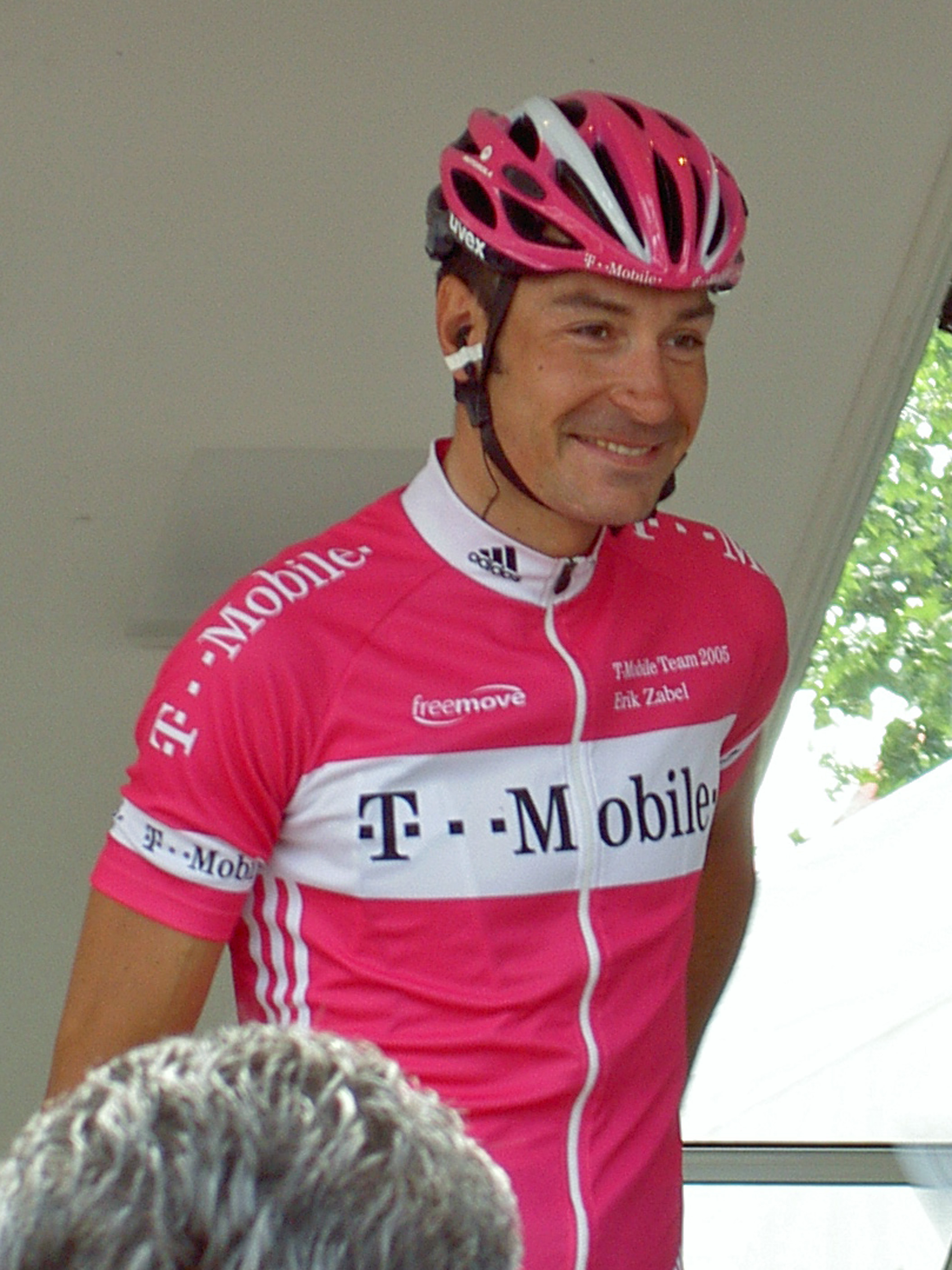
Erik Zabel
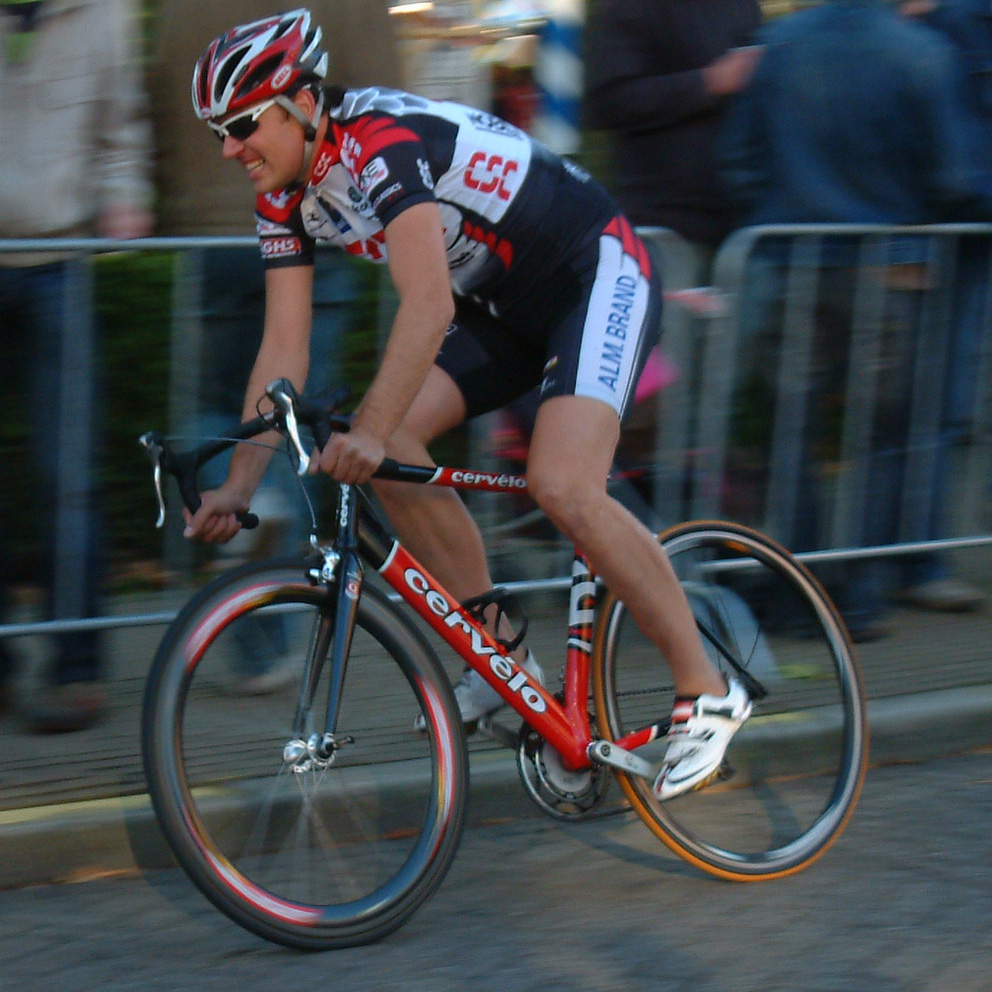
Tristan Hoffman
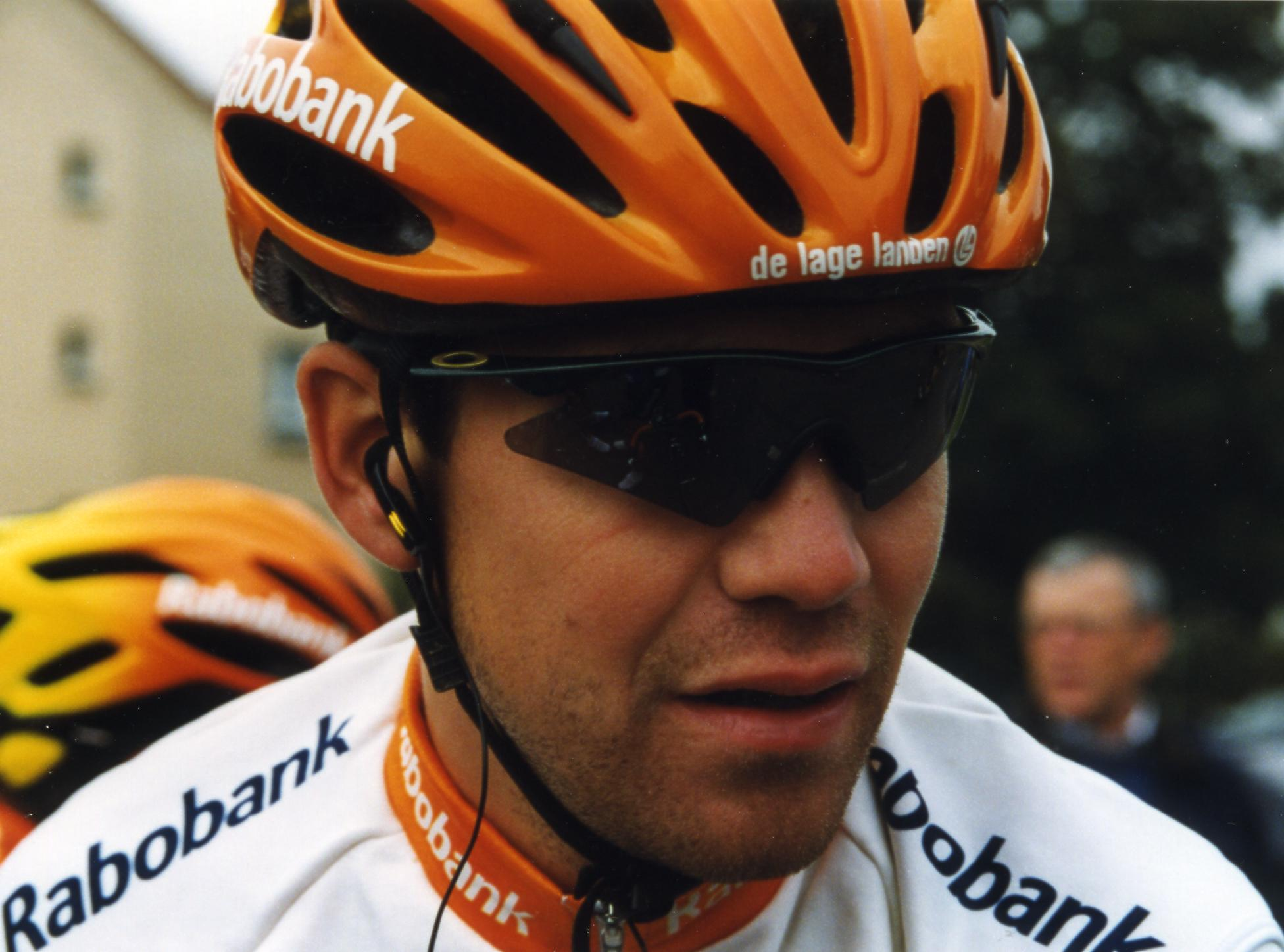
Léon van Bon
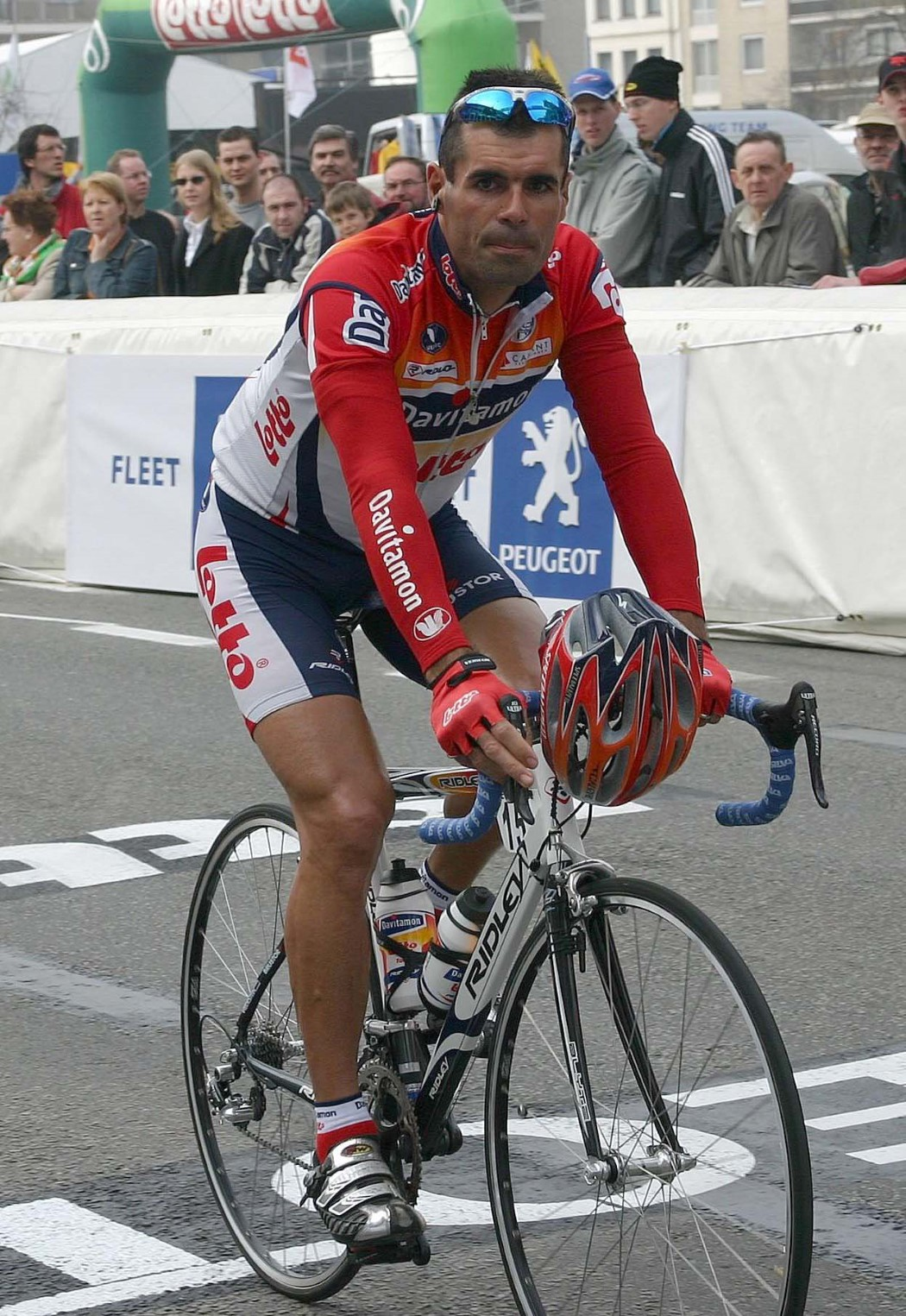
Peter Van Petegem
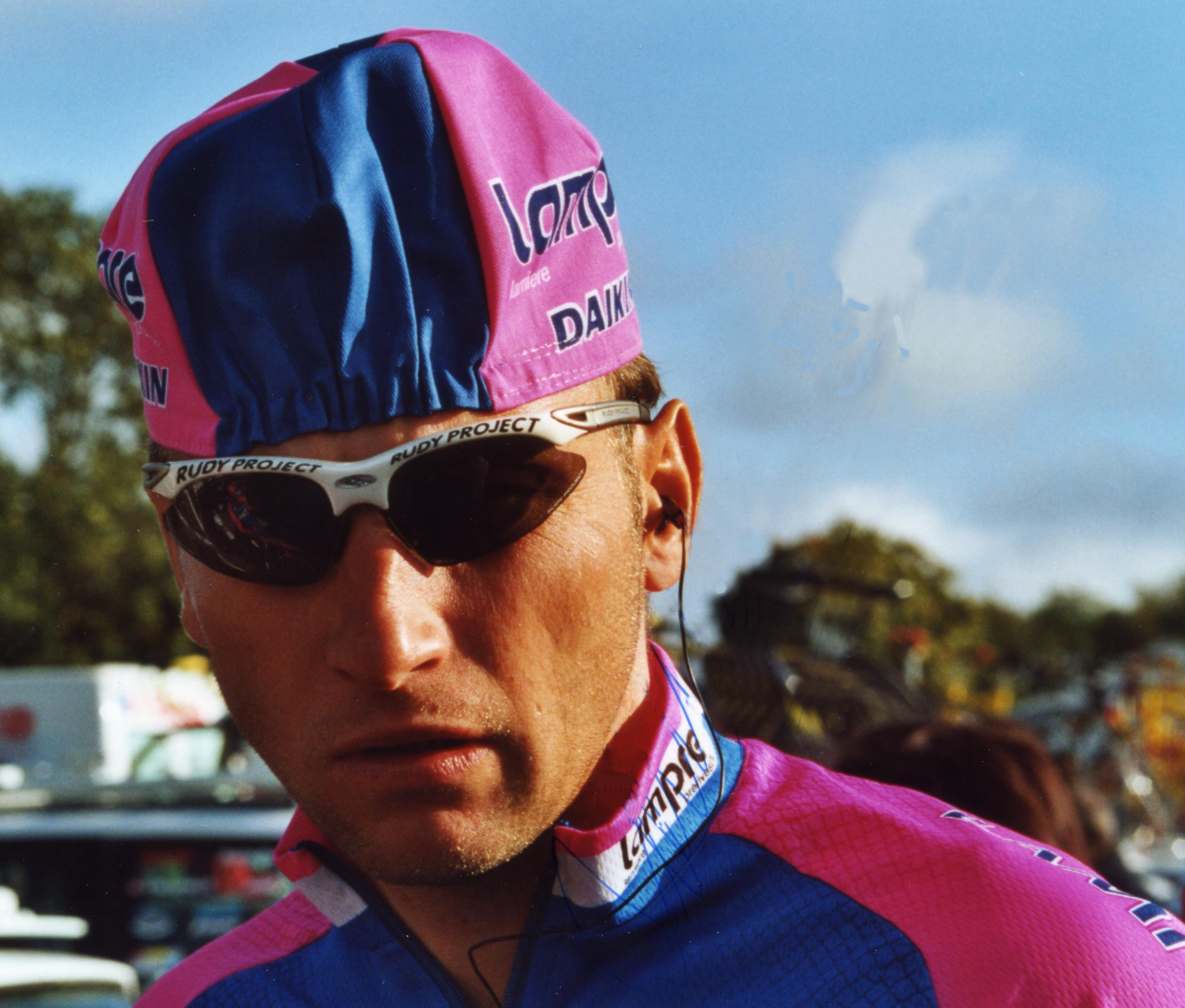
Zbigniew Spruch
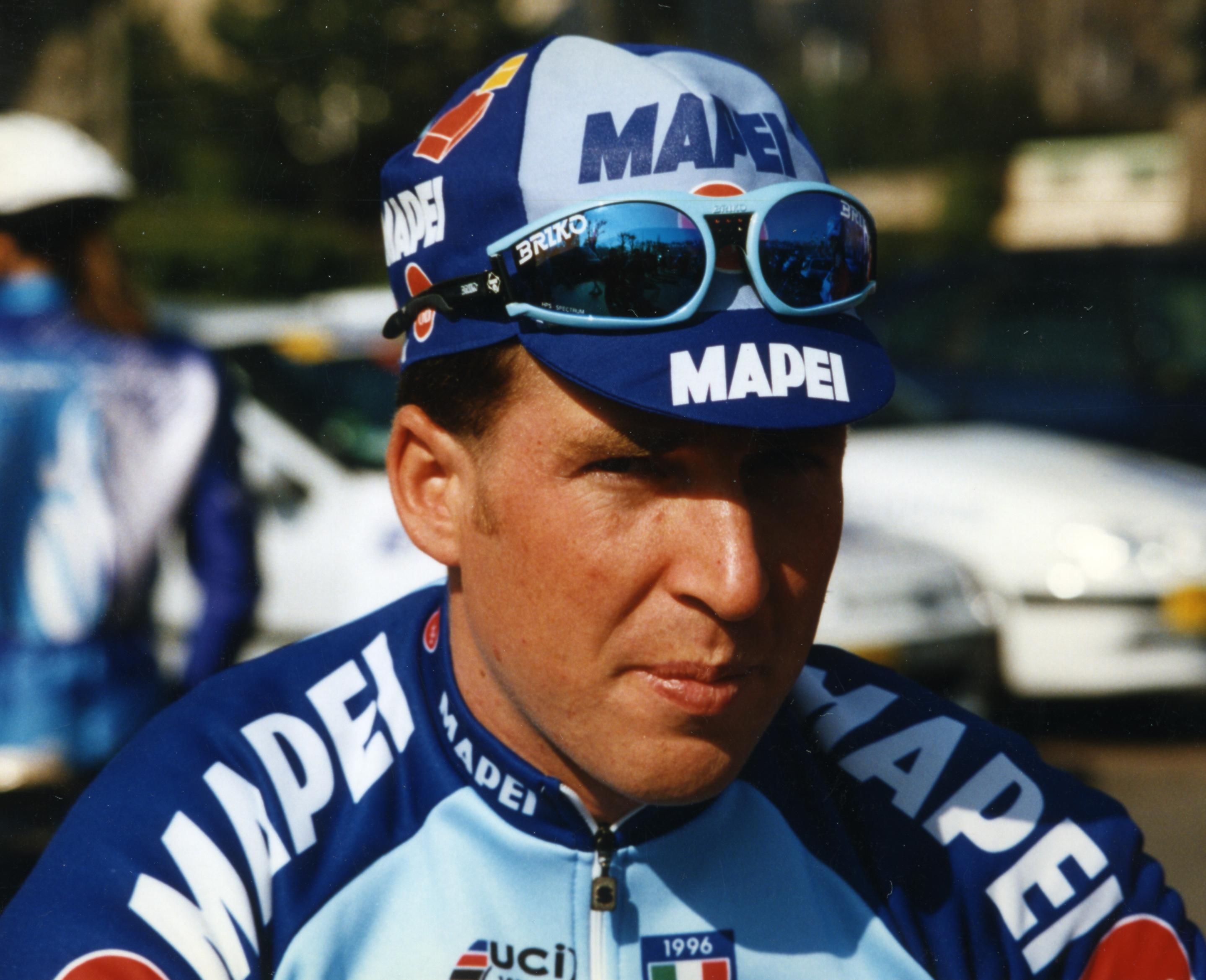
Oscar Camenzind
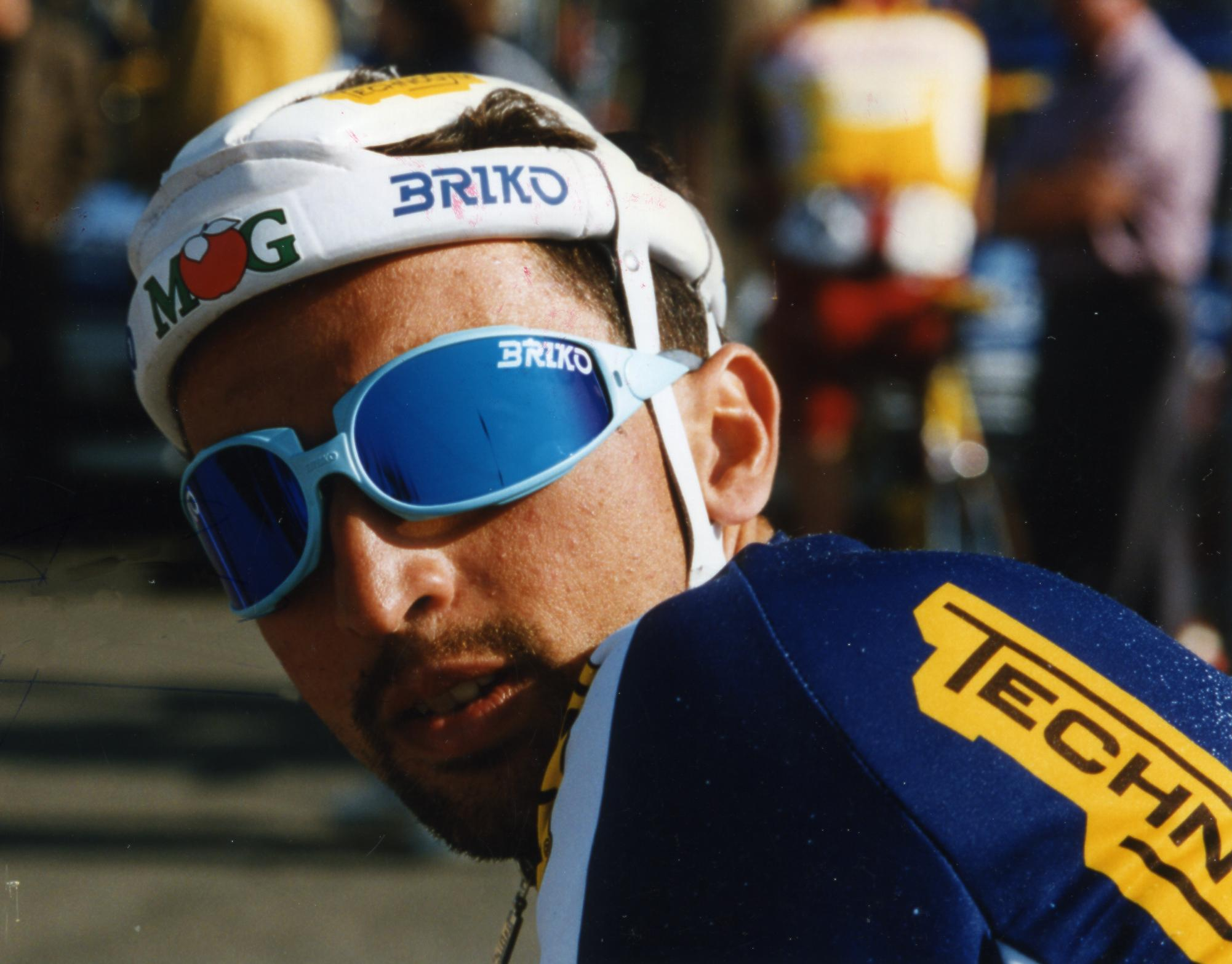
Fabio Baldato

1913 · 
1914 · 
1915 · 
1916 · 
1917 · 
1918 · 
1919 · 
1920 · 
1921 · 
1922 · 
1923 · 
1924 · 
1925 · 
1926 · 
1927 · 
1928 · 
1929 · 
1930 · 
1931 · 
1932 · 
1933 · 
1934 · 
1935 · 
1936 · 
1937 · 
1938 · 
1939 · 
1940 · 
1941 · 
1942 · 
1943 · 
1944 · 
1945 · 
1946 · 
1947 · 
1948 · 
1949 · 
1950 · 
1951 · 
1952 · 
1953 · 
1954 · 
1955 · 
1956 · 
1957 · 
1958 · 
1959 · 
1960 · 
1961 · 
1962 · 
1963 · 
1964 · 
1965 · 
1966 · 
1967 · 
1968 · 
1969 · 
1970 · 
1971 · 
1972 · 
1973 · 
1974 · 
1975 · 
1976 · 
1977 · 
1978 · 
1979 · 
1980 · 
1981 · 
1982 · 
1983 · 
1984 · 
1985 · 
1986 · 
1987 · 
1988 · 
1989 · 
1990 · 
1991 · 
1992 · 
1993 · 
1994 · 
1995 · 
1996 · 
1997 · 
1998 · 
1999 · 
2000 · 
2001 · 
2002 · 
2003 · 
2004 · 
2005 · 
2006 · 
2007 · 
2008 · 
2009 · 
2010 · 
2011 · 
2012 · 
2013 · 
2014 · 
2015 · 
2016 · 
2017 · 
2018 · 
2019 · 
2020 · 
2021 · 
2022 · 
2023 · 
2024
Lijst van beklimmingen